# Ентоні Майлс
Ентоні Майлс (англ. Anthony John Miles; 23 квітня 1955 — 12 листопада 2001) — британський шахіст, перший британський гросмейстер.

## Біографія
Народився в Бірмінгемі. У 1968 році виграв чемпіонат Великої Британії до 14 років, в 1973 році зайняв друге місце на юніорському Чемпіонаті світу в Тіссайді, поступившись тільки Олександру Бєлявському, але перемігши того в особистій зустрічі. У наступному році Майлс переміг на юніорському чемпіонаті світу в Манілі. Майлс вступив до Університету Шеффілда, але кинув його, щоб професійно займатися шахами.
У 1976 році Майлс став першим британським гросмейстером. До нього гросмейстерами ставали Жак Мізес (1950 г.), який емігрував до Великої Британії з Німеччини в зрілому віці, та граючий по листуванню Кейт Річардсон. За це досягнення Майлс отримав приз в 5000 фунтів. Всього через кілька місяців звання гросмейстера отримав Реймонд Кін.
Майлс домігся значних успіхів у кінці 70-х — 80-х років, на початку 1984 року він займав 18-у позицію в рейтингу Ело з рейтингом 2599. У 1984 році він виграв турнір в Тілбурзі, в наступному році розділив там же перше місце з Віктором Корчним і Робертом Хюбнером. У 1982 році Майлс в перший і останній раз став чемпіоном Великої Британії. За свою кар'єру Майлс обігравав Смислова, Таля і Спаського.
Член символічного клубу Михайла Чигоріна з 19 січня 1980 року: на командному чемпіонаті Європи Майлс чорними переміг чемпіона світу Анатолія Карпова, застосувавши рідкісний дебют 1. e4 a6, що на той момент не мав навіть загальноприйнятої назви (згодом став відомим як захист Святого Георгія). Протягом довгого часу Майлс грав на першій дошці за збірну Англії на шахових олімпіадах. При цьому Майлс жодного разу не зміг пробитися в турніри претендентів: першим британцем, кому це вдалося, став Найджел Шорт (1985 рік). На думку Леонарда Бардена, Майлс не добився більшого, тому що занадто багато грав у турнірах, роз'їжджаючи по світу і не даючи собі часу для відпочинку і підготовки.
| На цьому місці має відображатися графік чи діаграма, однак з технічних причин його відображення наразі вимкнено. Будь ласка, не видаляйте код, який викликає це повідомлення. Розробники вже працюють для того, щоби відновити штатне функціонування цього графіка або діаграми. | |
| | На цьому місці має відображатися графік чи діаграма, однак з технічних причин його відображення наразі вимкнено. Будь ласка, не видаляйте код, який викликає це повідомлення. Розробники вже працюють для того, щоби відновити штатне функціонування цього графіка або діаграми. |